# Arthur Ashe Stadium
Arthur Ashe Stadium (česky: Stadion Arthura Ashe) je tenisový stadion, hlavní dvorec Národního tenisového centra Billie Jean Kingové v parku Flushing Meadows a největší otevřený tenisový kurt na světě, který leží v newyorském obvodu Queens. Odehrává se na něm poslední ze čtyř grandslamových turnajů US Open, včetně finálových utkání.
Stadion byl pojmenován po afroamerickém tenistovi Arthuru Asheovi, který zvítězil na premiérovém otevřeném ročníku US Open 1968, kde mohli do turnaje nastoupit profesionálové. Od roku 2016 je opatřen zatahovací střechou.

## Historie dvorce
Při svém otevření v roce 1997 nahradil na pozici centrálního dvorce Louis Armstrong Stadium. Celková cena stavby činila 254 milionů amerických dolarů. Pro diváky bylo původně k dispozici 22 547 sedadel, 90 luxusních apartmánů, 5 restaurací a dvou podlažní lounge prostor pro hráče. V rámci přestavby byla kapacita navýšena na 23 771 sedících diváků.
Stadion má jako dalších 32 dvorců v areálů tvrdý povrch Laykold. Do roku 2019 se hrálo na akrylátovém DecoTurfu. V blízkosti areálu se nachází stadion Citi Field, domácí stánek klubu New York Mets. Dopravní dostupnost zajišťuje stanice newyorského metra Mets–Willets Point.

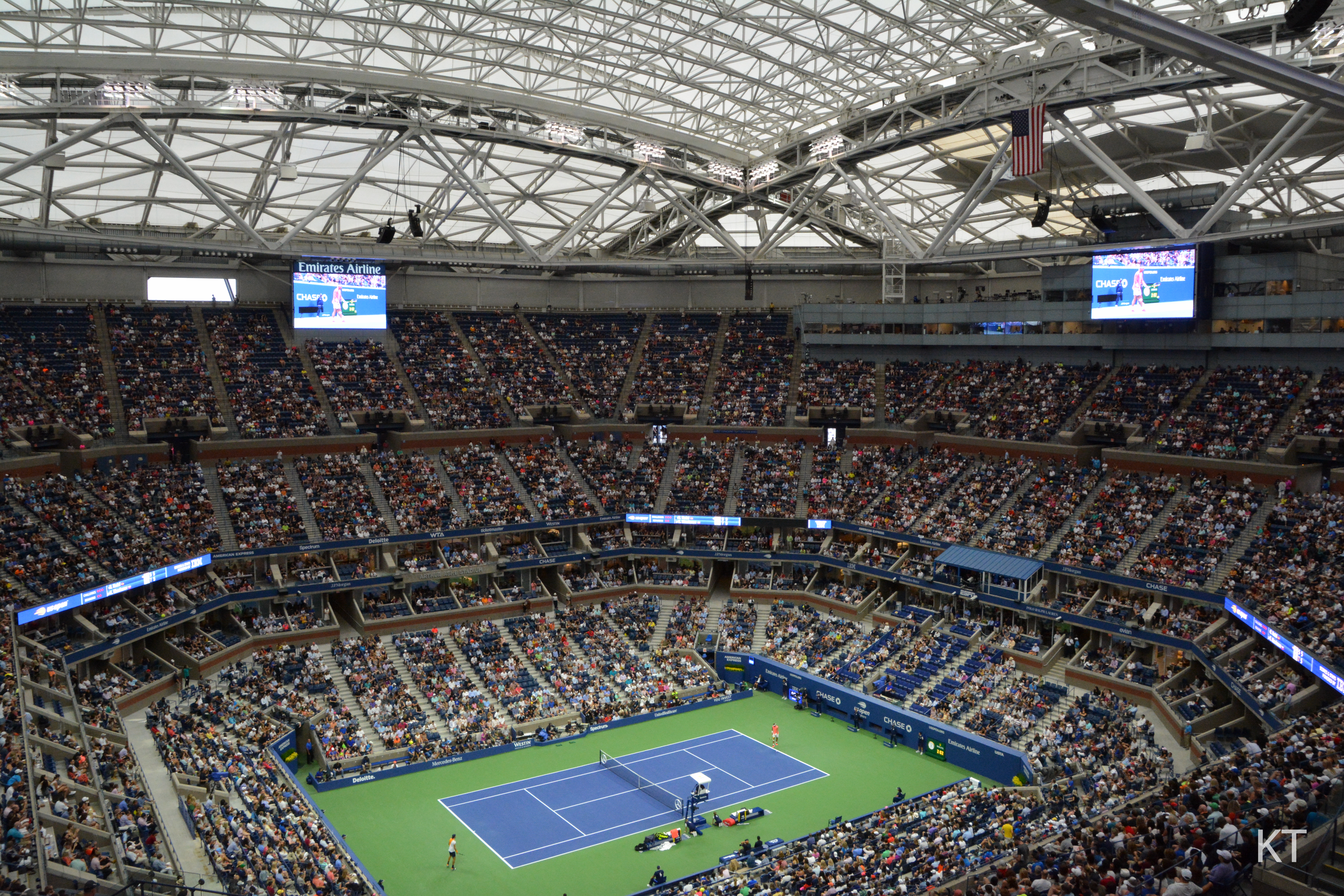
Stadion se zataženou střechou

Ke slavnostnímu otevření došlo 25. srpna 1997 při zahájení US Open 1997. Zpěvačka Whitney Houston přednesla píseň „One Moment in Time“. První profesionální basketbalový zápas hraný venku stadion hostil 19. července 2008. V utkání se střetly ženské celky WNBA. Indiana Fever porazili domácí New York Liberty výsledkem 71–55. Výtěžek ze vstupného byl použit na financování výzkumu pro rakovinu prsu.
Stadium Arthura Ashe je vybaven tzv. jestřábím okem, elektronickým systémem umožňující hráčům změnit rozhodnutí při kontrole dopadu míče. V roce 2005 byla barva povrchu všech dvorců změněna. Ve vnitřní prostoru ze zelené na světle modrou (electric blue) a ve vnějších pak ze zelené na světle zelenou. Všechny turnaje US Open Series využívají toto barevné schéma s výsledným lepším kontrastem tenisového míče pro televizního diváka.

### Zatahovací střecha
Projekt na vybudování zatahovací střechy kvůli nepříznivému počasí se stal předmětem kritiky. Ačkoliv v původním návrhu nefigurovala možnost doplnění o tuto konstrukci, diskuse průběžně probíhaly v důsledku větrného prostředí na dvorci i pro přerušování zápasů při dešti, což znamenalo i prodlevy televizního přenosu.
Střecha byla navržena společností Rossetti Architects a její konstrukce pak WSP Global. Mechanickou část vypracovala firma Geiger Engineers. Střecha je tvořena dvěma 800tunovými díly nahoře tvořícími odlehčený povrch z polymerní PETA membrány o ploše 20 000 m2, které se mohou bezhlučně pohybovat rychlostí až 25 stop za sekundu. Vytváří tak škálu nastavení od zcela zatažené střechy až po maximální otevření, s otvorem o přibližné ploše 17 olympijských bazénů. Ventilační chladicí systém kontroluje vlhkost při zavřeném dvorci. Náklady na zřízení střechy dosáhly výše 100 milionů v rámci celkové přestavby národního tenisového centra v částce 550 milionů dolarů. Střecha byla poprvé použita v ročníku US Open 2016.

## Galerie

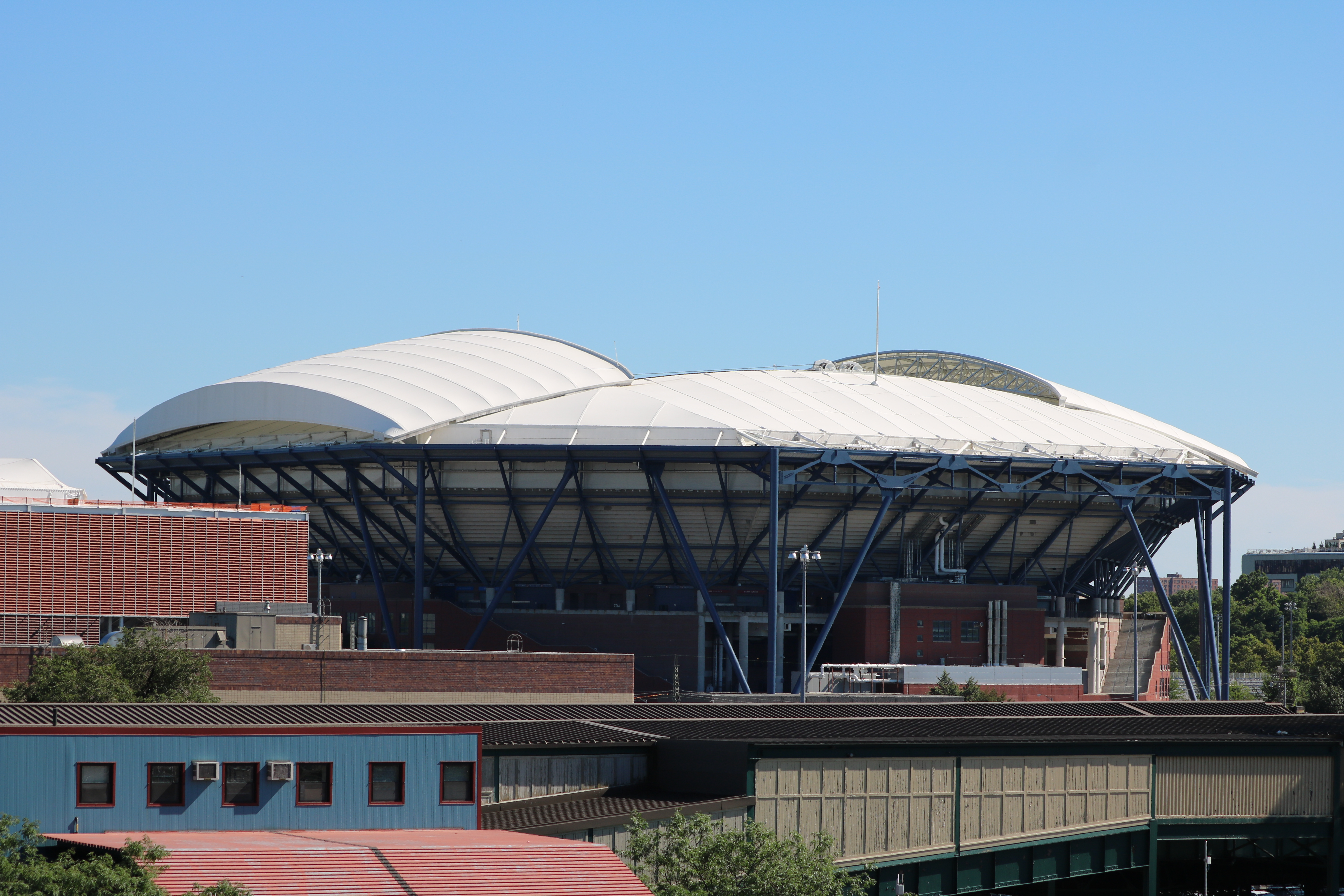
Exteriér stadionu
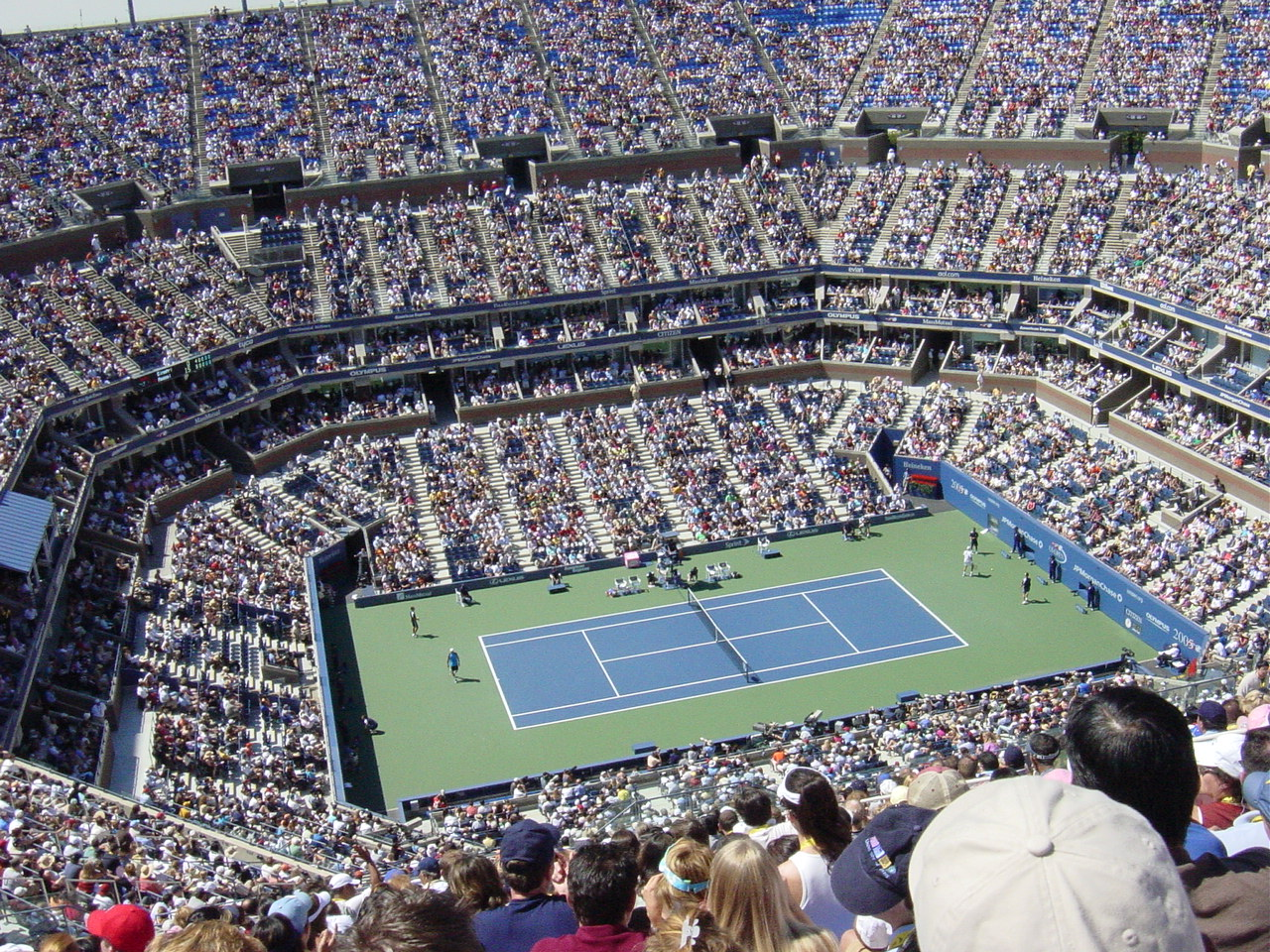
Interiér stadionu
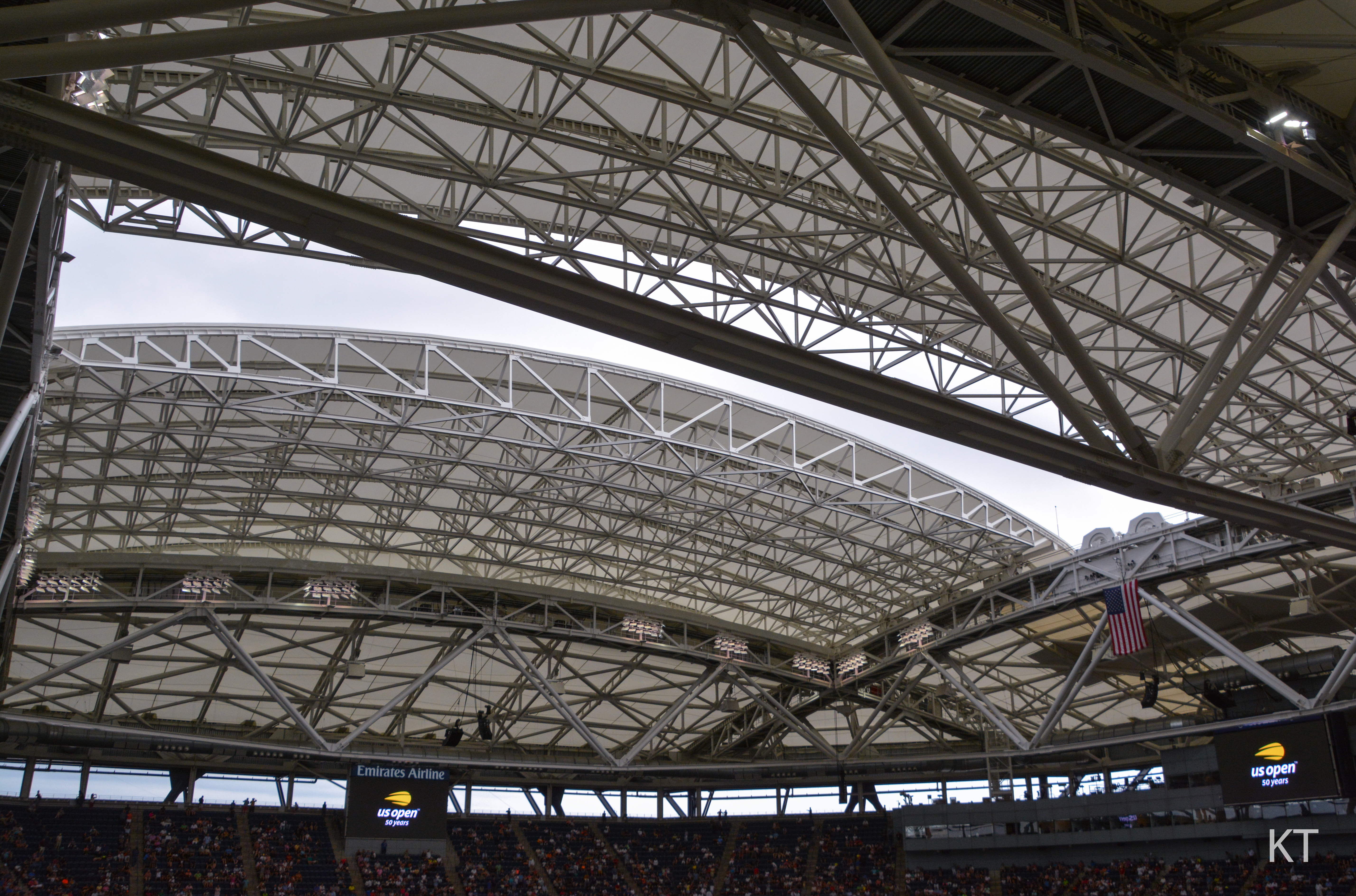
Zatahování střechy
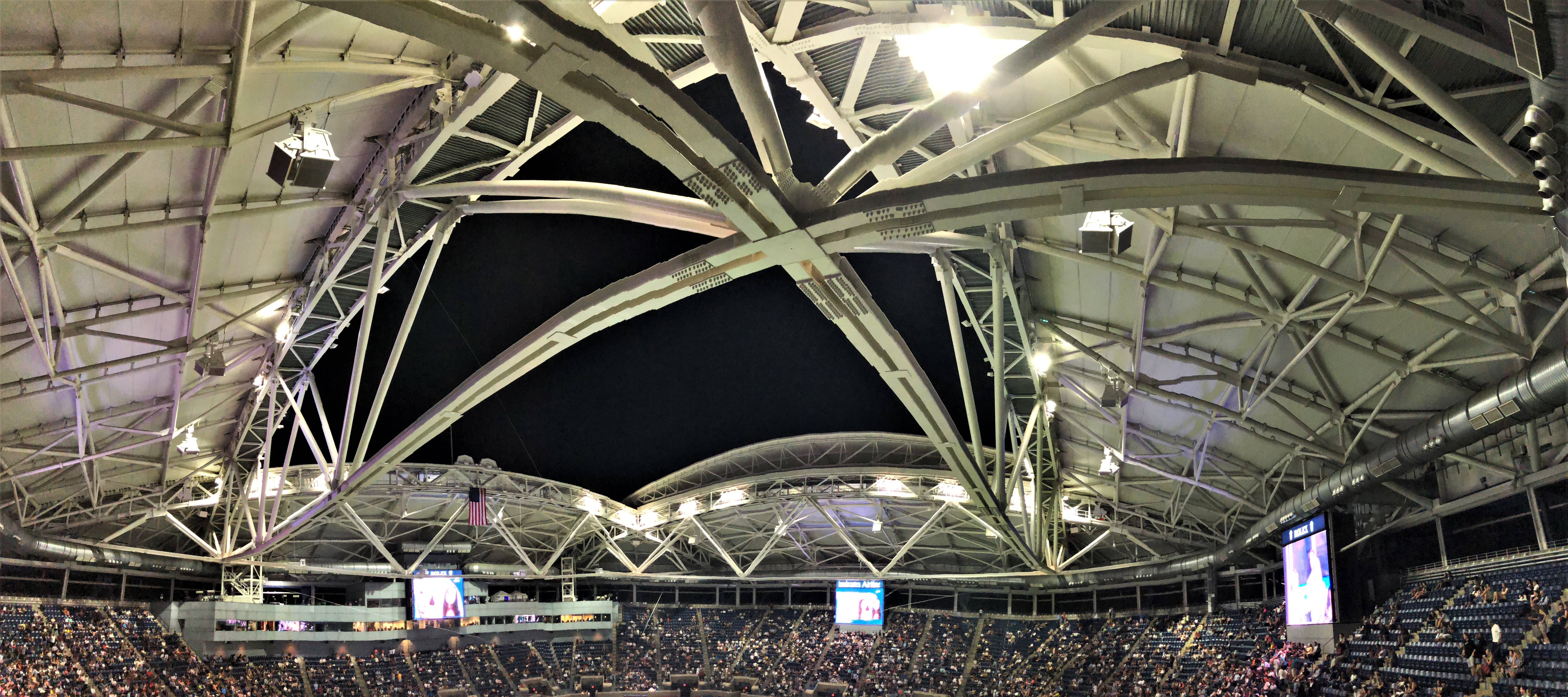
Konstrukce střechy